# Synagoge (Göllheim)
Die Synagoge in Göllheim, einer Ortsgemeinde im Donnersbergkreis in Rheinland-Pfalz, war eine Synagoge, die 1848/50 gebaut und während der Novemberpogrome 1938 verwüstet wurde. Die Synagoge stand in der Berggasse 120/Ecke Bauchgasse 4.

## Geschichte
Die jüdische Gemeinde Göllheim besaß bereits Ende des 18. Jahrhunderts eine Synagoge, die sich im Besitz eines Gemeindemitglieds befand und von diesem der Gemeinde kostenlos zur Verfügung gestellt wurde.
Ab 1848 wurde mit dem Neubau begonnen und die Einweihung fand am 19. bis 21. April 1850 statt. Der Bürgermeister, der protestantischer Pfarrer und viele Bürger waren bei den Feierlichkeiten anwesend. Die Synagoge wurde 1912 umfassend renoviert.

## Architektur
Die Synagoge in Göllheim war ein Putzbau auf rechteckigem Grundriss mit einem Satteldach. Auf der Höhe der Frauenempore befanden sich zur Straßenseite vier Okuli. Die zwei Portale mit zweiflügeligen Kassettentüren, die getrennten Eingänge für Männer und Frauen, hatten ebenso wie die Fenster des Erdgeschosses Hufeisenbögen. Dies sind charakteristische Stilelemente der orientalisierenden Architektur. Der von einer Voutendecke überspannte Saal, mit 11,18 m Länge und 6,65 m Breite, bot Platz für 60 Männer und die Frauenempore besaß 35 Sitzplätze.

## Zeit des Nationalsozialismus
Die Synagoge in Göllheim wurde beim Novemberpogrom 1938 geschändet und die Inneneinrichtung zerstört. 1939 oder 1941 musste das Gebäude an die politische Gemeinde verkauft werden.
Nach weiteren Besitzänderungen wurde das Gebäude 1971 im Rahmen der Ortssanierung abgebrochen.

## Gedenken
1979 und 1988 wurden auf dem Grundstück Gedenksteine aufgestellt. Eine Mauer der Begegnung aus Spolien der ehemaligen Synagoge, ein Fenster- oder Portalbogen sowie ein Rundbogenfenster, wurde bei der Gemeindeverwaltung aufgestellt.